# Anchiano
Anchiano er en landsby i Italien, med omkring  indbyggere. Hvor bl.a. Leonardo da Vinci blev født.